# 大绿竹
大绿竹（学名：Dendrocalamopsis daii）为禾本科绿竹属下的一个种。

## 扩展阅读
- 維基物種上的相關：大绿竹